# Mens sana in corpore sano
(Giovenale, Satire, X, 356)
Mens sana in corpore sano («mente sana in corpo sano») è una locuzione latina tratta da un capoverso delle Satire di Giovenale.

## Uso normale o classico
La satira decima di Giovenale è volta a mostrare la vanità dei valori o dei beni (come ricchezza, fama e onore) che gli uomini cercano con ogni mezzo di ottenere. Solo il sapiente si rende conto che tutto ciò è effimero e talvolta anche dannoso. Secondo Giovenale l'uomo dovrebbe aspirare a due beni soltanto: la sanità dell'anima e la salute del corpo.
Esse dovrebbero essere le uniche richieste da rivolgere alla divinità che, sottolinea il poeta, sa di cosa l'uomo ha bisogno più dell'uomo stesso.
Osserva a tal proposito Romano Amerio, nella sua opera Iota unum, che il motto mens sana in corpore sano è in realtà una confutazione del senso che gli si attribuisce attualmente: Giovenale non afferma, infatti, che in un corpo sano c'è una mente sana, ma che bisogna pregare gli Dei affinché concedano l'uno e l'altra.
L'idea che corpo e anima possono crescere e svilupparsi soltanto insieme è anticipata nel modello di scuola e educazione proposto da Aristotele nella politica. In quest'opera si afferma anche un'antitesi tra corpo e mente, che devono essere sforzati separatamente e in momenti diversi, per evitare che lo sforzo di una vanifichi e impedisca l'altro; la ginnastica sviluppa il coraggio e deve essere temperata dallo studio della musica, per evitare l'eccesso, cioè che il coraggio diventi ferocia; retorica e ginnastica non sono scienze poiché il risultato non è certo e ripetibile; gli esercizi viaggiano insieme al lavoro pesante e alla nutrizione forzata, e vengono adattati all'età e alla costituzione del singolo.

Nella Satira, Giovenale prende le distanze sia dal mondo romano teso a finalizzare l'attività fisica per l'addestramento militare, per un significato religioso o per uno strumento di controllo delle élite sulla massa, che il poeta rigetta; sia dal mondo greco in cui l'attività fisica e agonistica non sono intese per un fine di lucro, ma nemmeno rifuggono la ricerca di altri beni materiali, come la fama o l'edonismo.

## Uso moderno
Nell'uso moderno si attribuisce invece alla frase un senso diverso, intendendo che, per aver sane le facoltà dell'anima, bisogna aver sane anche quelle del corpo in virtù dell'unità psicofisica.

### Uso sportivo
In ragione del suo significato moderno di attività sportiva propedeutica all'equilibrio psicofisico, tale locuzione è diventata motto, o parte del nome, di numerose società sportive; tra le più note, per esempio, si cita la polisportiva Mens Sana in Corpore Sano 1871 di Siena; tra quelle che adottano tale locuzione come motto, invece, figura la polisportiva belga Anderlecht di Bruxelles.
La società giapponese di abbigliamento sportivo Asics si diede tale nome quale acronimo dell'espressione Anima Sana In Corpore Sano, variante della locuzione in oggetto.

### Basi scientifiche, studi e ricerche
È stato dimostrato che vi è una stretta correlazione tra le capacità motorie e le capacità attentive e mnemoniche di una persona: nello specifico, le relative ricerche di Darla M. Castelli, Charles H. Hillman, Sarah M. Buck e Heather E. Erwin (della University of Illinois at Urbana-Champaign) pubblicate nel Journal of Sport & Exercise Psychology hanno dimostrato che una buona forma fisica è stata associata positivamente ad indici neuroelettrici di attenzione e di lavoro della memoria.
Howard Taras, nella sua relazione pubblicata nel 2005 dal titolo "Physical Activity and Student Performance at School" ha dimostrato che gli studenti che sono fisicamente attivi presentano maggiore attenzione durante le lezioni rispetto a studenti sedentari.
Lisa Flook e Rena L. Repetti della University of California di Los Angeles, in collaborazione con Jodie B. Ullman della California State University di San Bernardino hanno constatato che dal punto di vista psicologico, individui fisicamente attivi riferiscono alti livelli di autostima e più bassi livelli di ansia, che sono stati entrambi associati a migliorare il rendimento accademico.